# Mario & Luigi: Fraternauti alla carica
Mario & Luigi: Fraternauti alla carica, noto in Nord America come Mario & Luigi: Brothership e in Giappone come Mario & Luigi RPG: Brothership! (マリオ&ルイージRPG ブラザーシップ!?, Mario ando Ruīji Aru Pī Jī: Burazāshippu!) è un videogioco di ruolo, sviluppato da Acquire e pubblicato da Nintendo. È il sesto capitolo principale della saga di Mario & Luigi. È il primo nuovo capitolo della serie dai tempi di Mario & Luigi: Paper Jam Bros. (2015) ed è, inoltre, il primo gioco della saga a non essere sviluppato da AlphaDream. Questa nuova avventura presenta un gameplay completamente 3D, diversamente dagli altri capitoli della saga. Il gioco, annunciato nel Nintendo Direct del 18 giugno 2024, è stato pubblicato 7 novembre 2024.
La storia non è ambientata nel Regno dei Funghi, bensì ad Elettria. In questo nuovo gioco Mario e Luigi si ritroveranno sull'Isola Solcamari dove conosceranno due nuovi compagni di avventure: Presus e Condina. Le musiche del gioco sono state realizzate da Hideki Sakamoto, compositore del tema principale di Super Smash Bros. Ultimate.

## Sviluppo
Dopo che AlphaDream, l'azienda che si era occupata dello sviluppo della serie, dichiarò il fallimento, Nintendo acquistò nel 2020 i diritti del marchio Mario & Luigi. Nintendo ha, inoltre, rivelato che "alcuni sviluppatori della serie originale" sono impegnati nella realizzazione del nuovo gioco.
Il 21 ottobre, grazie ad alcuni leak riguardanti il gioco, si è scoperto che Nintendo ha affidato la serie ad Acquire, sviluppatori di Octopath Traveler.

## Trama
Mario e Luigi vengono trasportati da un misterioso potere nel mondo di Elettria, un continente una volta unito e raccolto attorno all'imponente "Centralbero", trasformatosi in un arcipelago a causa di una oscura calamità. I due fratelli, insieme all'aiuto di Presus e Condina, hanno il compito di ricollegare tra loro le isole e scoprire cosa ha causato la frammentazione per riportare tutto alla normalità.

## Modalità di gioco
In questo titolo è possibile esplorare l'isola Solcamari, una nave che trasporta i fratelli nell'arcipelago. Per raggiungere un'isola bisogna utilizzare il cannone. L'obiettivo è quello di raggiungere il faro dell'isola per collegarla al Centralbero. Durante l'esplorazione possono essere utilizzate le azioni fratelli in modo da esplorare luoghi difficili da raggiungere con il semplice salto. Le battaglie hanno la stessa modalità degli altri episodi della serie di Mario & Luigi. Nei combattimenti a turni si fa uso degli attacchi fratelli, ma anche delle "spine sinergiche" (che riprendono la funzione delle spille): a seconda della spina, infatti, si potranno scegliere dei potenziamenti per aiutare i due fratelli nelle battaglie. 

## Accoglienza
| Testata                          | Giudizio |
| -------------------------------- | -------- |
| Metacritic (media al 2024-11-04) | 80/100   |
| Eurogamer                        | 4/5      |
| Everyeye.it                      | 8,8/10   |
| IGN Italia                       | 7,5/10   |
| Multiplayer.it                   | 8,5/10   |

Mario & Luigi: Fraternauti alla carica è stato accolto con ottimi voti da parte della critica. Secondo IGN il gioco sarebbe "un revival deludente che non coglie ciò che ha reso grande la serie Mario & Luigi." La testata giornalistica di Multiplayer.it loda il sistema di combattimento, i puzzle e gli enigmi che il gioco presenta. Vengono segnalati alcuni problemi con il frame rate e la lunga attesa durante le schermate di caricamento.